# Chňapal žlutoploutvý
Chňapal žlutoploutvý (Lutjanus apodus) je druh mořské ryby z čeledi chňapalovití. Žije na západě Atlantského oceánu. Jedná se o důležitý druh pro rybolov.

## Popis
Chňapal žlutoploutvý má robustní, mírně stlačené tělo s dlouhým špičatým čenichem a velkou tlamou. Jeden z horních párů špičáků je zřetelně větší než zadní zuby v dolní čelisti a je vidět při zavřené tlamě. Vomerální zuby jsou uspořádány do podoby krokve nebo srpku. Skřelové předvíčko (praeoperculum) má slabý zářez a hrbolek. Tento druh má vystouplou horní čelist, která je při zavřené tlamě z větší části zakryta lícní kostí. Hřbetní ploutev je průběžná se slabým zářezem oddělujícím ostnatou část od paprskovité části. Má 10 ostnů a 14 paprsků, zatímco zaoblená řitní ploutev obsahuje 3 ostny a 8 paprsků.
Zbarvení chňapala je na horní části těla olivově šedé až hnědavé, se žlutými až načervenalými skvrnami kolem hlavy. Spodní část je světlejší. Na bocích těla se nachází 8 úzkých světlých svislých pruhů, které ale mohou být u velkých dospělců vybledlé nebo mohou chybět. Pod okem se táhne plná nebo přerušovaná modrá čára, u větších jedinců může opět chybět. Ploutve a ocas jsou jasně žluté, žlutozelené nebo světle oranžové a na čenichu jsou modré pruhy.
Tato ryba dosahuje maximální délky 79,1 cm, průměrná délka je 35 cm. Maximální publikovaná hmotnost je 10,8 kg.

## Rozšíření
Chňapal žlutoploutvý se vyskytuje v západním Atlantiku na Bermudách a na jihovýchodním pobřeží Spojených států od mysu Canaveral na Floridě směrem na jih k Bahamským ostrovům a do Mexického zálivu, kde jeho areál sahá od Florida Keys až k Tampě a dále od Alabamy na západ podél pobřeží zálivu až k 
poloostrovu Yucatán a severozápadní Kubě. Vyskytuje se v celém Karibském moři. Obvykle se vyskytuje v hloubkách od 1 do 50 m. Dospělí jedinci se většinou zdržují v blízkosti pobřežních úkrytů v okolí mořských korálů větevníků dlanitých a rohovitkovitých. Velcí dospělci se někdy vyskytují i na kontinentálním šelfu.

## Ekologie
Chňapalové žlutoploutví přes den vytvářejí velká hejna, která se v noci rozptylují za potravou, často se ukrývají v porostech mořské trávy. Hejna jsou obranná a ryby je vytvářejí, aby minimalizovaly možnost, že některá z nich bude ulovena. Tento druh tráví 84 % dne plaváním, 13 % odpočinkem, 2 % přijímáním potravy a méně než 0,5 % jiným chováním. Jedná se o dravý druh, který během svého životního cyklu mění svůj jídelníček. Malí jedinci do 7 cm se živí z 90 % korýši, konkrétně různonožci a kraby. Větší jedinci preferují malé ryby, ale živí se také kraby, krevetami a ústonožci.
Tře se po většinu roku, přičemž většina tření probíhá uprostřed léta a v jeho druhé polovině. Ke tření dochází v otevřených vodách. Oplodněné jikry se pak usazují na dně, kde zůstávají bez ochrany. Dožívá se až 42 let.

## Využití
Chňapal žlutoploutvý je vyhledávaným druhem pro rekreační a komerční rybaření, i když tento druh není tak často komerčními rybáři využíván jako jiné druhy chňapalů. Jejich potravní kvalita je údajně vynikající. Konzumace tohoto druhu je však u lidí spojována s otravou ciguaterou. 